# Сакаровка
Сакаровка (рум. Sacarovca) — село у Синжерейському районі Молдови. Входить до складу комуни, адміністративним центром якої є село Драганешти.

## Населення
За даними перепису населення 2004 року у селі проживали 302 особи.
Національний склад населення села:
| Національність   | Кількість осіб | Відсоток   |
| ---------------- | -------------- | ---------- |
| росіяни          | 253            | 83,8%      |
| молдавани румуни | 31 3           | 10,3% 1,0% |
| українці         | 15             | 5,0%       |
| Всього           | 302            | 100%       |